# Сергеев, Иван Павлович
Иван Павлович Сергеев (1897 год, Гжатск Смоленская губерния — 23 февраля 1942 года, Саратов) — советский государственный и военный деятель, комдив.

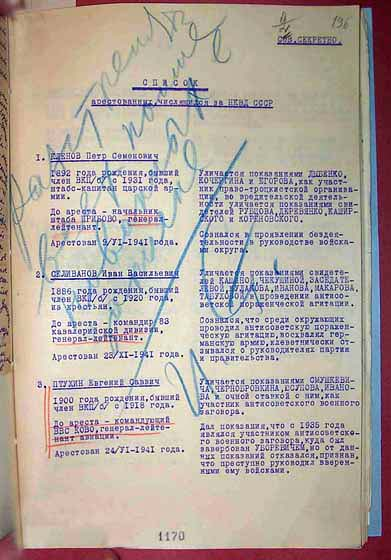
Первая страница «расстрельного» списка И. П. Сергеева с резолюцией И. Сталина: «Расстрелять всех поименованных в записке. И. Ст.»

## Биография
Иван Павлович Сергеев родился в 1897 году в Гжатске Смоленской губернии в семье рабочего.
В 1918 году добровольно вступил в ряды РККА, где служил командиром батареи, затем дивизиона.
С 1922 года служил в артиллерийских частях, находящихся в Москве, а с 1925 года — в качестве командира дивизиона корпусного артиллерийского полка.
В 1925 году окончил артиллерийские курсы усовершенствования комсостава, в 1931 году - Военную академию РККА имени Фрунзе.
С 1931 по 1933 год — начальник штаба Московского артиллерийского училища, с 1933 по 1936 год — начальник Томского артиллерийского училища.
В 1932 году вступил в ряды ВКП(б).
С 1936 по 1938 год — начальник отдела Управления учебных заведений Наркомата обороны СССР, в 1938 году — начальник артиллерийских курсов усовершенствования комсостава РККА, а с того же года — заместитель председателя Военно-промышленной комиссии при СНК СССР.
С созданием 11 января 1939 года Наркомата боеприпасов СССР назначен на должность наркома боеприпасов.
С 1939 года — кандидат в члены ЦК ВКП(б).
3 марта 1941 года снят с должности наркома и назначен на должность преподавателя Военной академии Генштаба.
30 мая 1941 года арестован по делу «О вредительстве в системе наркомата боеприпасов» (из-за неравномерного распределения заказа по заводам был сорван план по выпуску зенитных снарядов 37 мм и 85 мм, и бронебойных снарядов 76 мм).
После начала войны нехватка именно таких снарядов ощущалась наиболее болезненно для Красной Армии:
```
Самый мощный 6-й мехкорпус Западного особого военного округа и один из самых укомплектованных в РККА. 22 июня он имел 238 танков Т-34 и 114 КВ и НЕ ИМЕЛ БРОНЕБОЙНЫХ СНАРЯДОВ для 76-мм пушки ВООБЩЕ.
```

```
Отчитывается об обеспеченности вооружением и боеприпасами по состоянию на 25 апреля 1941 г. 3-й мехкорпус Прибалтийского особого военного округа: танков KB — 79, танков Т-34 — 50, положено по табелю 17 948 бронебойных 76-мм снарядов, имеется налицо ноль.
4-й мехкорпус генерал-майора Андрея Андреевича Власова: танков KB корпус имеет 72, танков Т-34 — 242, положено иметь к 76-мм танковым пушкам 66 964 артвыстрела, из них имеется в наличии ноль.
[
неавторитетный источник
]
```

29 января 1942 года И. П. Сергеев без суда приговорен к расстрелу согласно
расстрельному списку. На первой странице этого перечня собственноручная виза Сталина: «Расстрелять всех поименованных в записке. И.Ст.».
22 октября 1955 года реабилитирован.

## Награды
- Орден Ленина